# Портрет Фабиана Вильгельмовича фон дер Остен-Сакена
«Портрет Фабиана Вильгельмовича фон дер Остен-Сакена» — картина Джорджа Доу и его мастерской из Военной галереи Зимнего дворца.
Картина представляет собой погрудный портрет генерала от инфантерии барона Фабиана Вильгельмовича фон дер Остен-Сакена из состава Военной галереи Зимнего дворца.
Во время Отечественной войны 1812 года генерал-лейтенант барон Остен-Сакен командовал резервным корпусом в 3-й Обсервационной армии, прикрывал движение армии адмирала Чичагова к Березине, сражался против вспомогательного австро-саксонского корпуса на Волыни. В Заграничных походах 1813 и 1814 годов отличился при взятии Варшавы и блокаде Ченстохова, затем сражался в Силезии и за отличие в сражении на реке Кацбах был произведён в генералы от инфантерии. Далее он отличился в Битве народов под Лейпцигом и при Ла-Ротьере, после взятия Парижа союзниками был временным генерал-губернатором столицы Франции.
Изображён в генеральском мундире, введённом для пехотных генералов 7 мая 1817 года, через плечо переброшена лента Андреевская лента. Справа на груди серебряная медаль «В память Отечественной войны 1812 года» на Андреевской ленте, бронзовая дворянская медаль «В память Отечественной войны 1812 года» на Владимирской ленте и звёзды орденов Св. Андрея Первозванного, Св. Георгия 2-го класса и Св. Владимира 2-й степени (художник ошибочно не изобразил шейные кресты ордена Св. Георгия 2-й степени и Св. Владимира 2-й степени, поэтому звёзды этих орденов легко спутать с 1-й степенью). Справа на фоне возле плеча чуть ниже эполета подпись художника: painted from nature by Geo Dawe R. A.. Подпись на раме: Баронъ Ф. В. Фонъ-деръ-Остенъ-Сакенъ 1й, Ген. отъ Инфантерiи.
К началу 1820-х годов барон Остен-Сакен был главнокомандующим 1-й армией и постоянно проживал в Могилёве по месту дислокации штаба армии. Известно, что в мае 1820 года он по делам службы приезжал в Санкт-Петербург, где встретился с Доу. 1 сентября того же года его готовый портрет, а также портреты И. О. Витта, А. Ф. Ланжерона и П. К. Сухтелена, был показан на выставке Императорской Академии художеств в Таврическом дворце. Портрет был принят в Эрмитаж 7 сентября 1825 года.
В собрании Эрмитажа имеется ещё один портрет Ф. В. Остен-Сакена работы Доу, его основные отличия от галерейного — несколько иная колористическая гамма, немного увеличенный размер и, самое главное, наличие подписи художника и даты (в две строки): Geo Dawe pinxt 1822. Его размеры 72 × 63,4 см, инвентарный № ГЭ-6467. С тыльной стороны имеется старинная наклейка с надписью: Остенъ-Сакенъ № 9. Этот портрет находился в собственности великого князя Михаила Павловича и до 1894 года хранился в Михайловском дворце. После выкупа Михайловского дворца в казну и устройства в нём Русского музея этот вариант портрета Ф. В. Остен-Сакена оказался в особняке графини Карловой, после Октябрьской революции был национализирован и в 1923 году передан в Эрмитаж.
В 1823 году Лондоне фирмой Messrs Colnaghi по заказу петербургского книготорговца С. Флорана была сделана гравюра Г. Доу с указанием даты 1 января 1823 года. Отпечаток этой гравюры также имеется в собрании Эрмитажа (бумага, меццо-тинто, 59 × 46,5 см, инвентарный № ЭРГ-454). Какой из двух вариантов портрета послужил прототипом для гравюры, не установлено, Д. А. Ровинский считает, что прототипом послужил галерейный вариант.

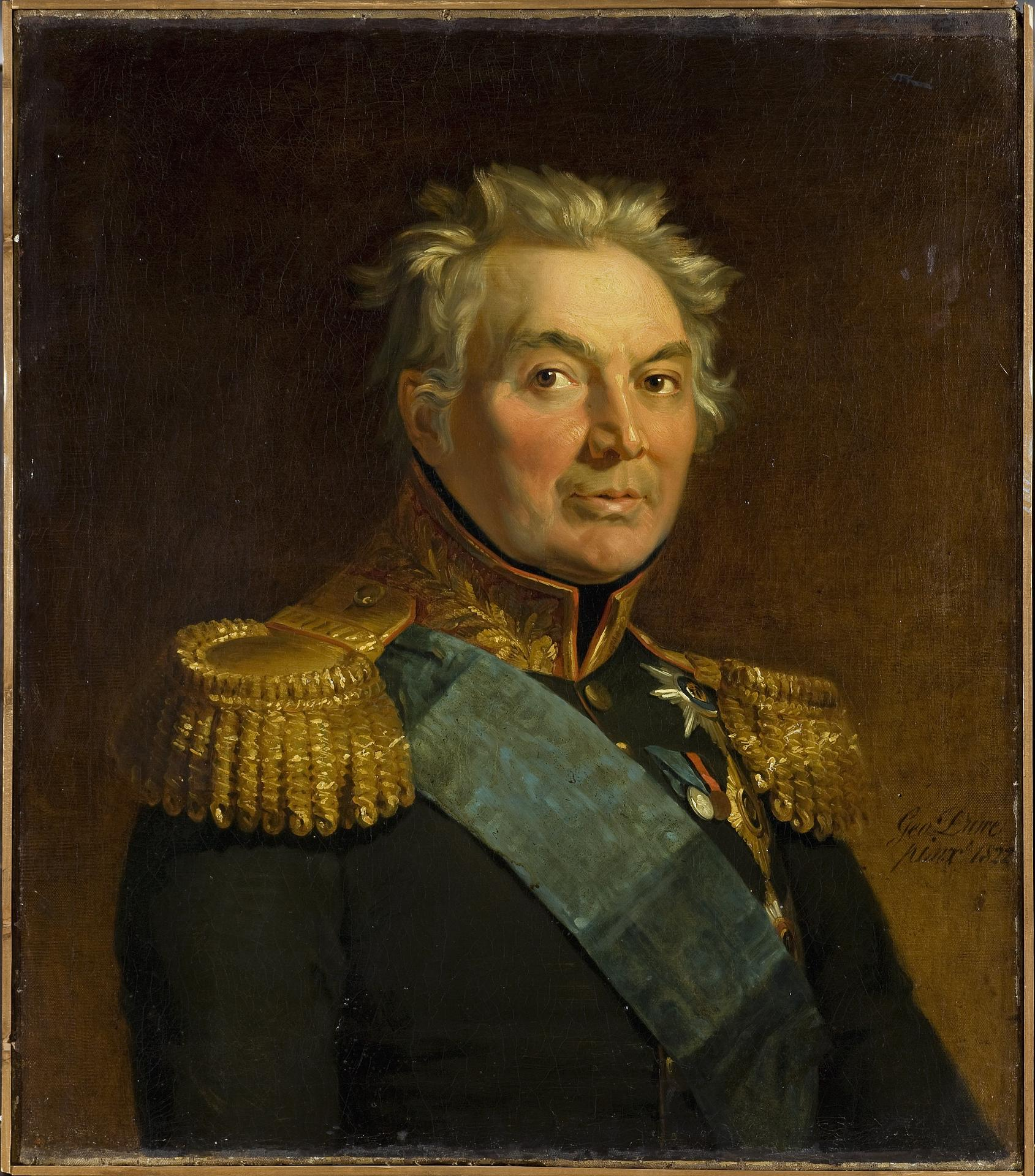
Вариант портрета, принадлежавший великому князю Михаилу Павловичу
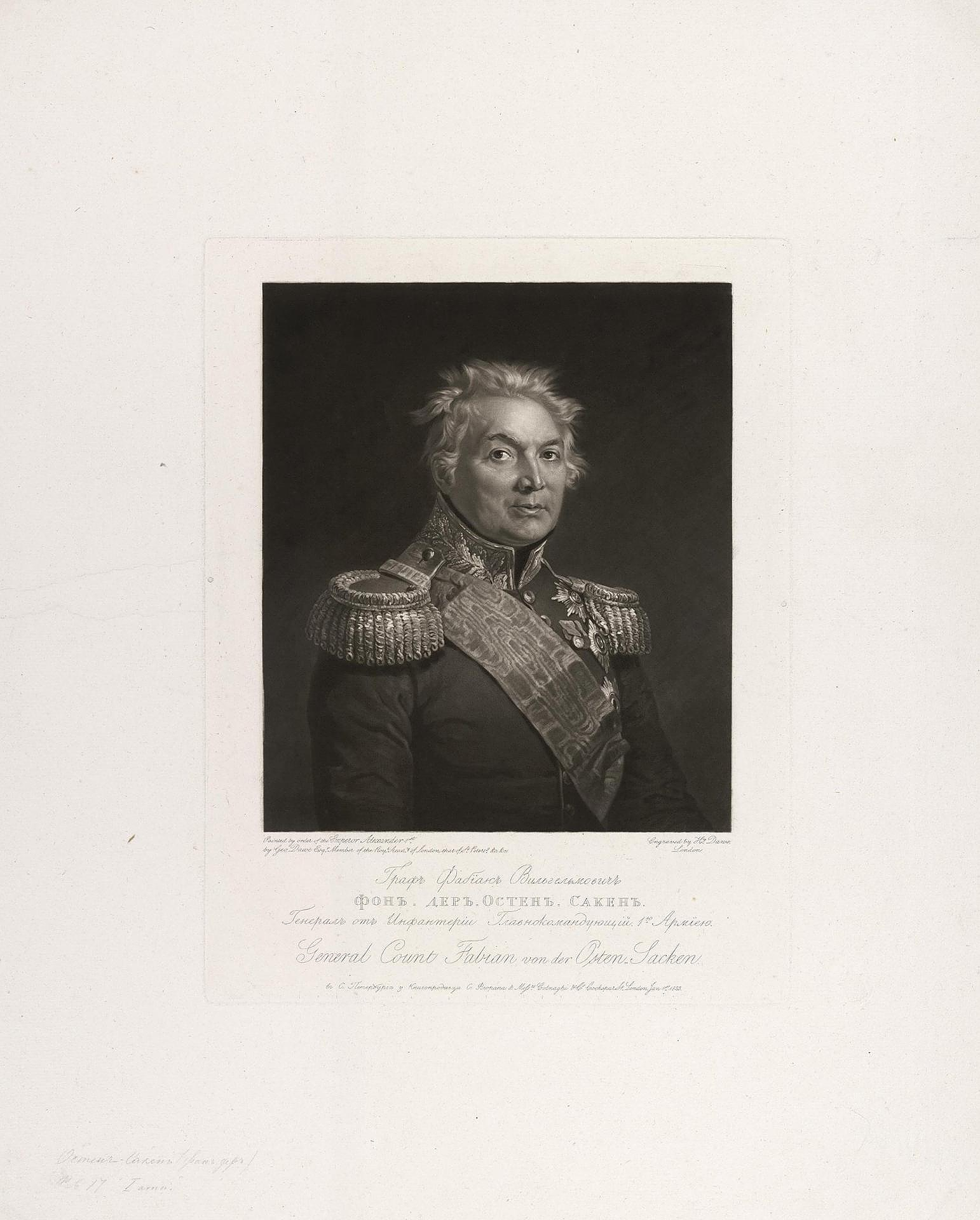
Гравюра Г. Доу